# Instytut Handlu i Żywienia Zbiorowego
Instytut Handlu i Żywienia Zbiorowego – jednostka organizacyjna Ministra Handlu Wewnętrznego istniejąca w latach 1952–1976, mająca na celu prowadzenia prac naukowo-badawczych w zakresie postępu gospodarczego i technicznego w obrocie towarowym i żywieniu ludności.

## Powołanie instytutu
Na podstawie uchwały Rady Ministrów z 1952 r. w sprawie utworzenia Instytutu Handlu i Żywienia Zbiorowego ustanowiono Instytut. Powołanie instytutu pozostawało w związku Ustawą z 1951 r. o tworzeniu instytutów naukowo-badawczych dla potrzeb gospodarki narodowej.
Zwierzchni nadzór na Instytutem sprawował Minister Handlu Wewnętrznego.

## Zadania Instytutu
Zadaniem Instytutu było prowadzenie w dziedzinie ekonomicznej, organizacyjnej i technicznej prac naukowo badawczych, mających na celu postęp gospodarczy i techniczny w obrocie towarowym i żywieniu ludności, a w szczególności prowadzenie prac naukowo-badawczych mających na celu:
- postęp ekonomiczny, organizacyjny i techniczny w zakresie ekonomiki handlu,
- organizacji i techniki handlu,
- racjonalności opakowań,
- przechowalnictwa i opakowań,
- ekonomiki i organizacji żywienia zbiorowego
- racjonalności w żywieniu zbiorowym

## Wykonywanie zadań Instytutu
Zadanie powyższe Instytut wykonywał przez:
- prowadzenie samodzielnych prac naukowo-badawczych według ustalonego planu, opartego na wytycznych narodowego planu gospodarczego,
- układanie planu ogólnego i zatwierdzanie planów szczegółowych prac, prowadzonych w instytucjach i przedsiębiorstwach nad którymi nadzór naukowy został instytutowi powierzony,
- współpracy w zakresie prowadzonych prac naukowo-badawczych z zakładami i instytutami szkół wyższych oraz centralami w dziedzinie obrotu towarowego i żywienia ludności,
- prowadzenie ośrodka dokumentacji i biblioteki,
- opracowywanie i redagowanie publikacji naukowych i popularyzatorskich, podręczników, czasopism, sprawozdań, instrukcji i druków,
- organizowanie konferencji i zjazdów naukowych, wykładów, odczytów, wystaw;
- utrzymywanie łączności z odpowiednimi instytucjami i organizacjami za granicą,
- przygotowania i doskonalenia nowego typu kadr naukowych w zakresie obrotu towarowego i żywienia ludności.

## Kierowanie instytutem
Na czele Instytutu stał dyrektor, który kierował samodzielnie działalnością Instytutu i był z nią odpowiedzialny.
Przy Instytucie działała Rada Naukowa.

## Zniesienie Instytutu
Na podstawie zarządzenie Prezesa Rady Ministrów z 1976 r. w sprawie połączenia Instytutu Handlu Wewnętrznego i Instytutu Ekonomiki Usług i Drobnej Wytwórczości w Instytut Handlu Wewnętrznego i Usług zlikwidowano Instytut.    